# 주진
주진(朱軫, ? ~ 기원전 188년)은 초한쟁패기 ~ 전한 초기의 군인이다.

## 행적
고제 전원년(기원전 206년)에 고제가 패(沛)에서 거병하였을 때 낭(郞)이 되어 따랐으며, 기병대를 이끌고 나아가 적왕(翟王) 동예를 항복시키고 장한을 포로로 잡은 공로로 도창후(都昌侯)에 봉해졌다.
혜제 8년(기원전 188년)에 죽어 시호를 장(莊)이라 하였고, 아들 주솔이 뒤를 이었다.

## 출전
- 사마천, 《사기》 권18 고조공신후자연표(高祖功臣侯者年表)
- 반고, 《한서》 권16 고혜고후문공신표(高惠高后文功臣表)

| 선대 (첫 봉건) | 전한의 도창후 기원전 201년 음력 3월 경자일 ~ 기원전 188년 | 후대 아들 도창강후 주솔 |